# Folsomia contrapunctata
Folsomia contrapunctata is een springstaartensoort uit de familie van de Isotomidae. De wetenschappelijke naam van de soort is voor het eerst geldig gepubliceerd in 1950 door Kseneman.